# Andreas Torpadius
Andreas Torpadius, född 4 september 1678 i Torpa församling, Östergötlands län, död 14 april 1725 i Hägerstads församling, Östergötlands län, var en svensk präst.

## Biografi
Torpadius föddes 1678 i Torpa socken. Han var son till kyrkoherden Israel Torpadius och Margareta Hval. Torpadius blev 1701 student vid Uppsala universitet och prästvigdes 8 november 1704. Han blev 1707 domkyrkokomminister i Linköpings församling och 2 augusti 1710 kyrkoherde i Hägerstads församling. Torpadius avled 1725 i Hägerstads socken.

### Familj
Torpadius gifte sig 1705 med Brita Winnerstedt (1683–1710), dotter till kyrkoherden Jonas Winnerstedt i Konungsunds församling och Maria Grotte. Brita Winnerstedt var änka efter kyrkoherden Johannes Wretander i Konungsunds församling. Torpadius och Winnerstedt fick tillsammans sonen Johannes Torpadius (1708–1722). Brita Winnerstedt avrättades 1710 efter att ha skurit halsen av sin son från förra giftet Nils Wretander.
Torpadius gifte sig andra gången 18 juni 1712 med Anna Magdalena von Weinberg (1681–1738), dotter till stadsmajoren Truls von Weinberg och Katarina Axelsdotter Bohm i Stockholm. De fick tillsammans studenten Truls Israel Torpadius (1713–1732) vid Uppsala universitet.